# نورمن ویتلی
نورمن ویتلی (انگلیسی: Norman Whitley; ۲۹ ژوئن ۱۸۸۳ – ۱۲ آوریل ۱۹۵۷) بازیکن لاکراس، و قاضی اهل بریتانیا بود.